# Learn Something New
Learn Something New är ett studioalbum av den amerikansk-tyska sångaren Oscar Loya. Albumet släpptes den 30 april 2011 och innefattar fyra spår.

## Låtlista
| Nr | Titel                                  | Längd |
| -- | -------------------------------------- | ----- |
| 1. | Learn Something New                    | 3:38  |
| 2. | Beast                                  | 3:55  |
| 3. | Too Much                               | 3:23  |
| 4. | Learn Something New (extended version) | 6:00  |